# 四明山镇
四明山镇，是中国浙江省宁波市余姚市下属的一个镇，因位于四明山山区腹地而得名，位于余姚市最南端，距市区63公里。四明山镇面积121平方公里，人口10856人，下辖12个行政村。

## 行政区划
下辖以下地区：
四明山社区、梨洲村、茶培村、北溪村、唐田村、棠溪村、芦田村、宓家山村、杨湖村、平莲村、悬岩村、大山村、溪山村和四明山林场。